# Oil on Canvas
Oil on Canvas è un doppio album del gruppo musicale britannico Japan, pubblicato nel giugno 1983, sei mesi dopo lo scioglimento del gruppo.

## Descrizione
L'album contiene dodici brani registrati dal vivo, più tre inediti in studio. Le tracce live furono registrate all'Hammersmith Odeon di Londra nel novembre 1982 durante l'ultima tournée in assoluto che il gruppo tenne prima di sciogliersi e vedono l'aggiunta in formazione del chitarrista e tastierista Masami Tsuchiya. Dei tre brani in studio, tutti strumentali, due sono eseguiti in solitaria rispettivamente dal cantante e leader David Sylvian (Oil on Canvas) e dal tastierista Richard Barbieri (Temple of Dawn) e il terzo nuovamente da Sylvian con il fratello Steve Jansen alle percussioni (Voices Raised in Welcome, Hands Held in Prayer).

## Tracce
Testi e musiche di David Sylvian, eccetto dove indicato
Lato A
1. Oil on Canvas (strumentale, studio) – 1:23 (musica: David Sylvian)
2. Sons of Pioneers – 5:00 (Sylvian, Mick Karn)
3. Gentleman Take Polaroids – 6:36
4. Swing – 5:46

Lato B
1. Cantonese Boy – 3:45
2. Visions of China – 5:41 (Sylvian, Steve Jansen)
3. Ghosts – 5:15
4. Voices Raised in Welcome, Hands Held in Prayer (strumentale, studio) – 3:33 (musica: Sylvian, Jansen)

Lato C
1. Nightporter – 6:45
2. Still Life in Mobile Homes – 5:37
3. Methods of Dance – 6:12

Lato D
1. Quiet Life – 4:33
2. The Art of Parties – 5:25
3. Canton (strumentale) – 5:47 (musica: Sylvian, Jansen)
4. Temple of Dawn (strumentale, studio) – 1:47 (musica: Richard Barbieri)

## Formazione
- David Sylvian – voce, tastiere
- Steve Jansen – batteria, percussioni
- Mick Karn – basso elettrico, clarinetto, sassofono, voce
- Richard Barbieri – tastiere
- Masami Tsuchiya – chitarra elettrica, tastiere